# (1510) Charlois
(1510) Charlois est un astéroïde de la ceinture principale.

## Description
(1510) Charlois est un astéroïde de la ceinture principale. Il fut découvert par André Patry le 22 février 1939 à Nice. Il présente une orbite caractérisée par un demi-grand axe de 2,67 UA, une excentricité de 0,147 et une inclinaison de 11,82° par rapport à l'écliptique.
Il a été nommé en l'honneur d'Auguste Charlois, astronome français qui a découvert lui-même 101 astéroïdes.

## Compléments